# Tianwei
Tianwei (田尾鄉S, Tiánwěi XiāngP) è un comune di Taiwan, situato nella provincia di Taiwan e nella contea di Changhua.